# Hedevig Rasmussen
Hedevog Rasmussen, primo voto Gjørling, secundo voto Jensen (ur. 21 kwietnia 1902 w Kopenhadze, zm. 15 kwietnia 1985 w Lundtofte) – duńska pływaczka, uczestniczka igrzysk olimpijskich.
Podczas VIII Letnich Igrzysk Olimpijskich w Paryżu Rasmussen wystartowała w trzech konkurencjach. W wyścigu na 100 metrów stylem dowolnym wystartowała w trzecim wyścigu eliminacyjnym. Zajęła w nim trzecie, niepremiowane awansem miejsce, z czasem 1:22,4. W wyścigu na dystansie 400 metrów stylem dowolnym Dunka wystartowała w pierwszym wyścigu eliminacyjnym. Zajęła w nim trzecie miejsce z czasem 6:58,2 i awansowała do półfinału, gdyż była najszybszą zawodniczką z trzecich miejsc. W drugim półfinale zajęła czwarte miejsce z czasem 6:55,2 i odpadła z dalszej rywalizacji. Rasmussen znalazła się także w składzie duńskiej sztafety 4 × 100 m stylem dowolnym. Płynęła tam na trzeciej zmianie, a ekipa Dunek z czasem 5:42,4 zajęła czwarte miejsce.
Rasmussen reprezentowała barwy kopenhaskiego klubu Vikingernes Svømmeklub.